# Mafraq
 (avril 2021).
Si vous disposez d'ouvrages ou d'articles de référence ou si vous connaissez des sites web de qualité traitant du thème abordé ici, merci de compléter l'article en donnant les références utiles à sa vérifiabilité et en les liant à la section « Notes et références ».
Mafraq (arabe:المفرق)  est une ville de Jordanie d'environ 56 340 habitants (en 2004) située dans le nord du pays près de la frontière de la Syrie et de l’Irak